# Wallace Carlson
Wallace Carlson, o Wallace A. Carlson (Saint Louis, 28 marzo 1894 – Chicago, 9 maggio 1967), è stato un regista statunitense che, al tempo del muto, lavorò nel cinema di animazione.
Chiamato familiarmente dagli amici Wally Carlson, normalmente si firmava Wallace Carlson. 

## Biografia
Nato nel Missouri nel 1894, fu uno dei pionieri dell'animazione americana. Si trasferì insieme alla famiglia nel 1905 a Chicago, dove trovò lavoro presso il Chicago Inter Ocean. Creò il suo primo cartone animato Joe Boko Breaking Into the Big League nel 1914, lo stesso anno in cui era uscito il Gertie the Dinosaur di Winsor McCay. Il successo del suo lavoro gli attirò l'attenzione della Essanay, una compagnia di produzione di Chicago che gli affidò l'incarico di creare una serie, Canimated Nooz Pictorials, che accompagnava la proiezione delle news della casa. Il suo personaggio di Joe Boko venne in seguito sostituito da Dreamy Dud, un ragazzino pieno di sogni che si trova ad affrontare le situazioni più diverse e che resta il suo lavoro più conosciuto.
Carlson morì il 9 maggio 1967 a Chicago all'età di 73 anni.

## Filmografia

### Regista
- Joe Boko Breaking Into the Big League (1914)
- Introducing Charlie Chaplin (1915)
- A Visit to the Zoo (1915)
- An Alley Romance (1915)
- Dreamy Dud and a Visit to the Zoo (1915)
- Dreamy Dud in the Swim (1915)
- Lost in the Jungle (1915)
- Joe Boko in a Close Shave (1915)
- Dreamy Dud. He Resolves Not to Smoke. (1915)
- Dreamy Dud in King Koo Koo's Kingdom (1915)
- He Goes Bear Hunting (1915)
- A Visit to Uncle Dudley's Farm (1915)
- Dreamy Dud Sees Charlie Chaplin (1915)
- Joe Boko in Saved by Gasoline (1915)
- Dreamy Dud Cowboy (1915)
- Dreamy Dud at the Old Swimmin' Hole (1915)
- Dreamy Dud in the Air (1915)
- Dreamy Dud in Love (1915)
- Dreamy Dud Lost at Sea (1916)
- Joe Boko's Adventures (1916)
- Joe Boko (1916)
- Dreamy Dud Has a Laugh on the Boss (1916)
- Dreamy Dud in the African War Zone (1916)
- Dreamy Dud Joyriding with Princess Zlim (1916)
- Otto Luck's Flivvered Romance (1917)